# Campolongo-hágó
A Campolongo-hágó vagy Campolungo-hágó (olaszul: Passo Campolongo vagy Passo di Campolongo, németül: Campolongo-Pass vagy Campolungopass vagy Campolungosattel, Gader-völgyi ladin nyelvjárásban Ju de Ćiaulunch, Buchenstein-völgyi ladin nyelvjárásban Jou de Ciaulonch) 1875 méter magasan fekvő hegyi hágó a Középső-Dolomitokban, a Sella-hegycsoport és a Fanes hegycsoport között. Dél-Tirol (Bolzano autonóm megye) és Belluno megye (Veneto régió határán, Észak-Olaszországban. A Gader-völgyet (Val Badia) köti össze a Buchenstein-völggyel (Fodom-völgy, Livinallongo).

## Fekvése
A széles Campolongo-hágó a Sella-hegycsoporttól keletre fekszik, elválasztva azt a Fanes-hegycsoporttól. A hágó az észak felől idáig emelkedő Gader-völgyet (Val Badia) – közelebbről annak déli, legfelső szakaszát, a Abtei-völgyet (Alta Badia) – kapcsolja össze a venetói Buchenstein-völggyel (Livinallongo). A Dolomitok 3000 méternél magasabb hegycsúcsai veszik körül, nyugaton a Biz Boé, keleten a Kreuzkofel-hegycsoporthoz tartozó Cunturines-csúcs, Lavarela-csúcs és a Heiligkreuzkofel (utóbbi a hágóról nem látható, mert a közelebb fekvő Pralongià fennsík eltakarja. A hágóról észak felé leereszkedő utas előtt a 2665 m magas Sassongher bukkan fel, amely Corvara fölé magasodik, a Puez-hegycsoport délkeleti előőörse.
A hágótetőn halad át Bolzano megye (Dél-Tirol) és Belluno megye határa, amely egyben Trentino-Alto Adige és Veneto régiók határát képezi. A hágó északi, dél-tiroli oldalán Corvara in Badia község, déli, venetói oldalán Arabba község fekszik. A hágó vízválasztó is, északi oldalán, a hágótető közelében ered a Rutora-patak (Rio Rutora), amely a délről északnak folyó Gader-patakba, ez pedig a puster-völgyi Rienz folyóba torkollik. Délen a venetói oldalon a Cordevole-patak ered, amely a Piave folyóba torkollik.

## Közlekedése
Az 1875 m magas Campolongo-hágó a Sella-hegycsoportot körülvevő négy hágó (Pordoi, Sella, Grödeni-hágó) közül a legalacsonyabb, egész évben járható. A hágón áthaladó SS244 sz. országos főútvonal a Puster-völgyi Bruneck-től halad a Buchenstein-völgyi Arabbáig, itt betorkollik a nyugat-keleti irányban futó SR48-as főútvonalba, amely nyugaton a Pordoi-hágóra, keleten a Falzarego-hágóra kapaszkodik.

## Történelme
A Campolongo-hágón átvezető kövezett országutat az Osztrák–Magyar Monarchia 1898–1901 között építette ki, főleg katonai céllal, mivel az 1866-os porosz–osztrák–olasz háborúban Ausztria elveszítette Veneto tartományt, így Tirol tartomány déli határa államhatárrá vált. Az Olasz Királyság terjeszkedő szándékai ellen osztrák határvédő állások sora épült ki (ezen a szakaszon pl. a Col di Lana, Pordoi-hágó), ezek ellátását biztosítani kellett. 1915-ben Olaszország a Buchenstein-völgyön keresztül is támadást intézett, a Col di Lana és a Monte Sief hegyeken telepített osztrák állásokért véres harcok folytak. 1919 után a saint-germaini békeszerződés értelmében egész Dél-Tirol Olaszországhoz került.

## Turizmus, sport

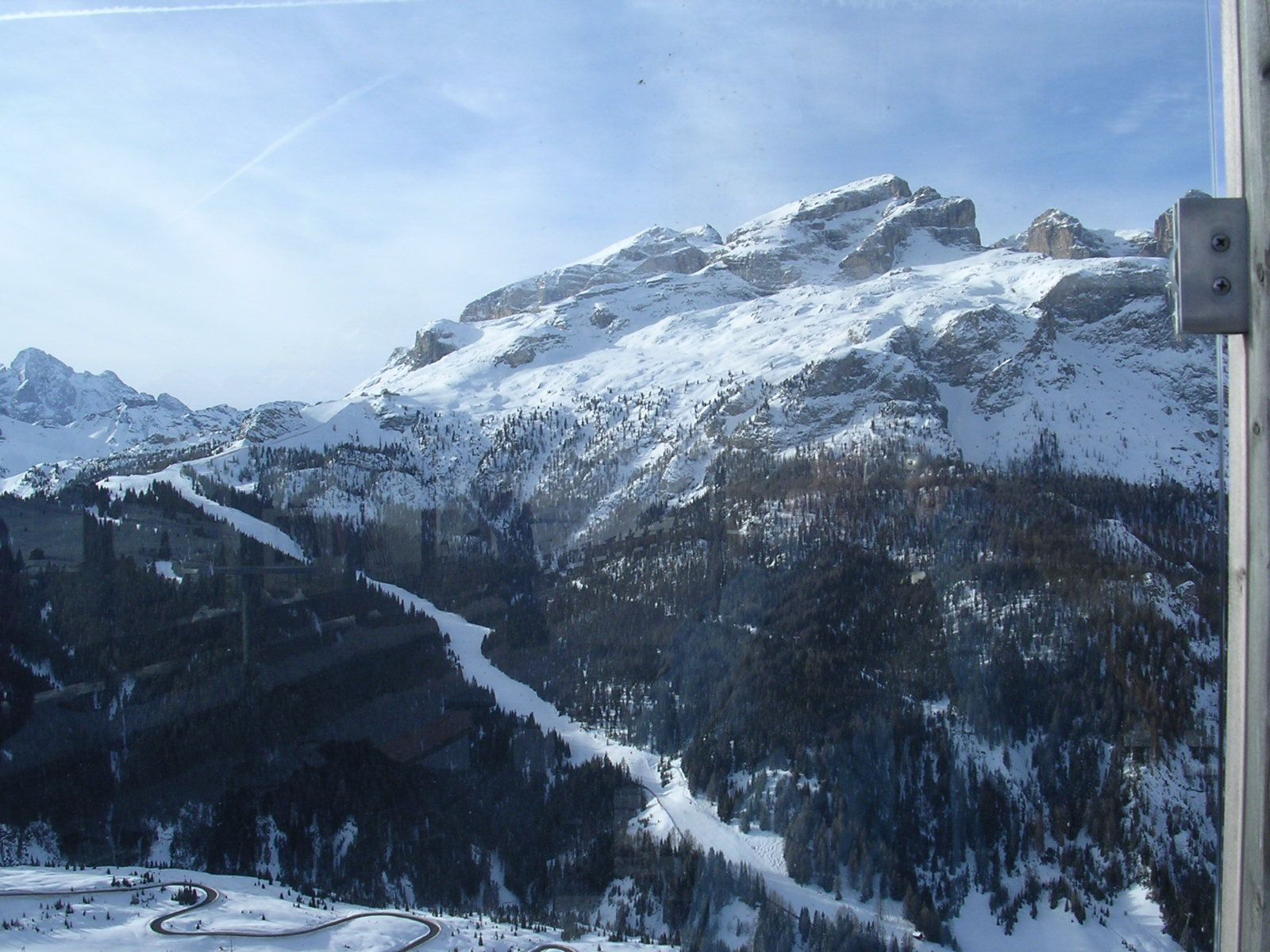
A Crep de Mont, alatta a Col Alto sípálya és a Campolongo-hágó

A világháborúk előtti időben a hágó turisztikailag jelentéktelen volt. A Sella-kör többi hágója több természeti látványosságot nyújtott. A völgyek lakói hagyományos hegyi gazdálkodásból éltek. Az első hegyi menedékház keleten, a Pralongià platón épült 1932-ben. A turistautak és sípályák kiépítése az 1950-es években felgyorsult. A jelzett turistautak ma már összefüggő hálózatot képeznek, ezeket nyaranta a turistákon kívül a mountain bike-osok is sűrűn használják. Számos szálloda épült, az SS244 főutat utoljára 2001-ben modernizálták. A hágó nyugati oldalán, a 2198 m magas Crep de Mont és a 2187 m magas Bec des Roces oldalában több kábellift is épült. Maga a hágó sűrűn beépült, egyes területei összefüggő helység benyomását keltik.
A bakancsos turisták számára a Campolungo-mezőn (Wiese) keresztül kényelmes, lefelé vezető sétautak kínálkoznak mind Corvara, mind Arabba felé. A hegymászók a hágóból elérhetik a Sella belsejét, megmászhatják a Bec de Roces-t vagy a Crep de Mont csúcsokat, feljuthatnak a 2488 m magasan fekvő Vallon-menedékházhoz (Vallonhütte). Az utóbbi évtizedekben kiépült kábelliftek megrövidíthetik ezeket a magashegyi túrákat. A Vallon-menedékháztól vasalt mászóutak vezetnek a Sella-masszívum legmagasabb csúcsára, a 3152 méteres Piz Boè-ra. Lecsatlakozó ösvények vezetnek a 2908 méteres Boè-Seekofel csúcsra, és a 2. sz. Dolomiti magashegyi túraútra (Dolomiten-Höhenweg No. 2).
A Campolongo-hágó környéke a Dolomitok egyik nagy télisport-központjává vált, ma a Dolomiti Superski regionális sípályarendszerhez tartozik. A Grödeni-völgy, a Campolongo-hágó, Arabba és  Pordoi-hágó a Sella-hegycsoport körül kiépített Sellarunde (Sellaronda) sítúra-útvonal részét képezi. A Bec de Roses és a Crep de Mont oldalában vezetett sípályákon túl a keleti oldalon, Pralongià lejtőin is kiépített síterepek vannak.
Az évente megrendezett Maratona delle Dolomiti (ladin nyelven Maratona dles Dolomites) hegyi kerékpárverseny útvonala áthalad a Sella körüli négy hágón, köztük a Campolongo-hágón is.